# Alcen
Alcen est une holding française créée en 1988 sous la forme d'une SAS. L'entreprise, dirigée depuis 2006 par Pierre Prieux, concentre son développement industriel dans les domaines de la défense, de l'aéronautique, de l'énergie et des machines médicales.

## Histoire
Créée en 1988 sous la forme d'une SAS, l'entreprise est une holding qui détient plusieurs filiales.
Elle est dirigée depuis 2006 par Pierre Prieux. Polytechnicien, sa fortune lui permet d'entrer en 2019 au 415e rang du classement des fortunes en France, établi par le magazine Challenges.
Le chiffre d'affaires de l'entreprise s'élève en 2019 à 230 millions d'euros.

## Organisation
Alcen compte 24 filiales en 2009. En 2019, Alcen regroupe une trentaine de sociétés pour un total d'environ 2 000 salariés.
Atmostat produit des systèmes de méthanation et travaille également pour l'industrie spatiale.
SkillCell est une filiale qui a conclu avec le Centre national de recherche scientifique (CNRS) un partenariat public-privé pour le laboratoire montpelliérain Sys2Diag, travaillant dans le secteur du diagnostic médical et qui a développé en 2021 un test salivaire approuvé par la Haute Autorité de santé en dépit de certaines limites.
La société ITHPP-Alcen, renommée ITOPP, située à Thégra est spécialisée dans les hautes puissances pulsées, qui, outre des applications militaires, peuvent avoir des applications industrielles comme sources de rayonnement X intenses, générations de très hautes pressions pour l’étude de matériaux, fracturation de roches, recherche minière.
La société PMB, localisée à Peynier, s'occupe d'assemblage de matériaux par soudage sous vide. Elle a aussi développé une compétence en matière de tubes à rayons X et accélérateur linéaire (LINAC). Elle s'est positionnée dans la lutte contre le cancer grâce à la radiothérapie ce qui a conduit à la séparation de sa radiothérapie flash dans une nouvelle filiale nommée Theryq.
Alseamar est une filiale issue de la fusion de trois sociétés en 2014. Elle regroupe les activités navales et sous-marines d'Alcen, sur les marchés de la défense et de la sécurité, de la prospection énergétique — pétrole et gaz — et de l'océanographie.
SEIV est une filiale qui travaille pour plusieurs groupes de l'aéronautique, notamment Dassault, et de la défense (Astrium, Nexter, DCNS).
Alynox produit des raccords et accessoires de tuyauteries, notamment pour les centrales nucléaires.
Alsolen est dirigée par Patrick Dufau, par ailleurs président de l'Union des industries et métiers de la métallurgie Gironde Landes. L'entreprise est une société de droit marocain qui développe une technologie de concentration solaire thermodynamique à miroirs de Fresnel.
Alsyom, créée en 2011 sur un ancien site de Sagem, intervient dans les structures mécaniques destinées à l'industrie nucléaire, notamment dans le cadre du projet Iter, dans l'aéronautique ou la recherche spatiale, ainsi que dans les accélérateurs de particules et les lasers de puissance.
Epsyl-Alcen, (anciennement Epsilon), est une entreprise spécialisée dans le domaine de la simulation multiphysique et l’informatique.

## Fondation d'entreprise Alcen pour la connaissance des énergies
Sise au 6 rue Paul Baudry à Paris, et créée en juin 2009, la fondation d'entreprise Alcen pour la connaissance des énergies indique avoir « pour objectif de favoriser la connaissance des énergies auprès du grand public ».

## Revue"Connaissance des Énergies"
Créée en septembre 2011 par Alcen, la revue (gratuite) en ligne Connaissance des Énergies (intégrée dans le groupe Selectra enmars 2024) est indépendante des autres activités du groupe.

## Lobbying
Le Groupement des industries françaises aéronautiques et spatiales indique auprès de la HATVP exercer des activités de représentation d'intérêt pour le compte d'Alcen.